# Língua mikazuki
A língua Mikasuki (também Miccosukee ou Hitchiti-Mikasuki) é uma língua Muskogeana falada por cerca de 500 pessoas no sul da Flórida. É a língua da tribo dos Micosuques e também de muitos dos Seminoles. A hoje extinta língua Hitchiti era mutuamente inteligível com o Mikasuki.

## Escrita
O mikasuki usa o alfabeto latino com algumas particularidades:
- vogais - são as 5 vogais tradicionais, exceto o I; com possibilidade de serem duplas (vogal longa); as formas simples e duplas podem ainda apresentar barra inferior (exceto parau e uu); Há ainda os ditongos Ay e Ao
- Os tons são três e são indicados:
  - por acento agugo para tom alto (á, áa)
  - por acento grave para tom baixo (à, àa)
  - por acento agudo e grave em vogais duplas (áà) para tom crescente; o tom crescente também pode ser expresso por acento agudo na vogal + acento agudo na vogal seguido de consoante com acento grave, no caso das vogais curtas (simples);
- As consoantes não incluem D, G, J, Q, R, V, X, Z; C e S vem sempre seguidos de h; Há ainda o L barrado e o ng;

### Vogais
| Letter | Sound  |
| a, aa  | a, aː  |
| a, aa  | ã, ãː  |
| e, ee  | i, iː  |
| e, ee  | ĩː, ĩː |
| o, oo  | o, oː  |
| o, oo  | õ; õː  |
| ay     | ai     |
| ao     | ao     |

### Consoantes
| Letter | Sound |
| b      | b     |
| ch     | t͡ʃ    |
| f      | ɸ     |
| h      | h     |
| k      | k     |
| l      | l     |
| ł      | ɬ     |
| m      | m     |
| n      | n     |
| ng     | ŋ     |
| p      | p     |
| sh     | ʃ     |
| t      | t     |
| w      | w     |
| y      | j     |

## Fonologia

### Vogais
|         | Frontal | Frontal | Frontal | Central | Central | Central | Posterior | Posterior | Posterior |
| ------- | ------- | ------- | ------- | ------- | ------- | ------- | --------- | --------- | --------- |
| Fechada | ɪ       | ɪː      | ɪ̃       |         |         |         |           |           |           |
| Média   |         |         |         |         |         |         | ʋ         | ʋː        | ʋ̃         |
| Aberta  |         |         |         | ɐ       | ɐː      | ɐ̃       |           |           |           |

Os tons são Alto, Baixo, Descendente. A extensão (curta, longa) da vogalé distintiva: eche ('boca') vs eeche ('cervo'), ete ('olho') vs eete ('fogo').

### Consoantes
|            |            | Labial | Dental | Palatal | Velar | Glotal |
| ---------- | ---------- | ------ | ------ | ------- | ----- | ------ |
| Nasal      | Nasal      | m      | n      |         | ŋ     |        |
| Oclusiva   | surda      | p      | t      | tʃ      | k     |        |
| Oclusiva   | sonora     | b      |        |         |       |        |
| Fricativa  | Fricativa  | ɸ      | ɬ      | ʃ       |       | h      |
| Aproximant | Aproximant |        | l      | j       | w     |        |

## Gramática

### Substantivos
Os substantivos são marcados com sufixos para várias funções. Exemplos:
| Sufixo | Função               | Exemplo             | Significado                |
|        |                      | embaache            | bateria                    |
| ot     | marca sujeito        | embaachot hampeepom | a bateria está com defeito |
| on     | marcador de objeto   | embaachon aklomle   | Eu preciso uma bateria     |
| ee     | marcador de pergunta | embachee cheméèło?  | você tem uma bateria?      |

Pronomes existem (aane "Eu", chehne "Tu", pohne "Nós") mas são usados raramente.Sufixos nos verbos maracam a pessoas gramatical.

### Verbos
| bochonkom | ele/ela toca    |
| chaolom   | ele/ela escreve |
| chayahlom | ele/ela caminha |
| eelom     | ele/ela chega   |
| empom     | ele/ela come    |
| eshkom    | ele/ela bebe    |
| faayom    | ele/ela caça    |
| ommom     | ele/ela faz     |

### Numerais
| 1  | łáàmen       |
| 2  | toklan       |
| 3  | tocheenan    |
| 4  | shéetaaken   |
| 5  | chahkeepan   |
| 6  | eepaaken     |
| 7  | kolapaaken   |
| 8  | toshnapaaken |
| 9  | oshtapaaken  |
| 10 | pokoolen     |

### Termos para pessoas
| nakne     | homem, macho  |
| ooche     | filho         |
| ooshtayke | filha         |
| táàte     | pai           |
| tayke     | mulher, fêmea |
| wáàche    | mãe           |
| yaate     | pessoa        |
| yaatooche | criança       |

## Amostra de texto
Enchewaatke Feshahkeek-omehchot yaal-yakne chokoolekan hashoote eshtoklan ommomektawa. Okon motoshchahchon yaamek yakne laapkon apooyoolektawa. Maamehen, Feshahkeek-omehchot onkakat, "Hayatlehchot eełétesh", enkakan, hayatlehchokaaye eełomektawa.
Português
No início Deus criou o paraíso e a terra.A terra era disforme e vazia e a escuridão cobria as águas profundas. O espírito de Deus pairava sobre as águas. Então Deus disse: “Faça-se a luz”. Assim surgiu a luz.

### Externas
- «Language Museum – Makasuki»
- «Native Languages – Mikasuki»
- «Dicionário Seminole-Makasuki»
- «A Global Linguistic Database: Mikasuki»
- «Ethnologue report for Mikasuki»
- «Omniglot - Escrita Mikasuki»